# Elysium (film 2013)
Elysium è un film del 2013 diretto da Neill Blomkamp.
È una pellicola di fantascienza con protagonista Matt Damon, ambientata in un futuro distopico.

## Trama
Nell'anno 2154 l'umanità risulta divisa in due gruppi: quello dei ricchi, pochi eletti che vivono su un'enorme stazione spaziale orbitante immediatamente intorno alla Terra, chiamata Elysium, lussuosa, avveniristica e fornita di un perfetto ecosistema terrestre, e quello dei poveri, la stragrande maggioranza, che vive sulla Terra, ormai poco abitabile in quanto sovrappopolata, degradata e molto inquinata. Il governo di Elysium stabilisce leggi sempre più rigide contro l'immigrazione, per preservare il benessere dei privilegiati che vi vivono e per fermare chi dalla Terra, tenta di giungere sulla stazione clandestinamente, arrivando addirittura ad abbattere le navicelle che entrano senza autorizzazione nello spazio aereo. I terrestri tentano di recarsi illegalmente su Elysium soprattutto per tentare di curare loro stessi o i propri figli, poiché sulla stazione spaziale sono presenti avanzatissime capsule mediche in grado di guarire in pochi secondi da qualunque malattia o danno fisico, anche potenzialmente fatale, a condizione che il cervello del paziente non sia danneggiato.
Il protagonista, Max Da Costa, è un giovane operaio ed ex ladro d'auto pregiudicato che vive e lavora sulla Terra, nella principale compagnia produttrice di robot del pianeta, droidi che vengono poi usati a scopo militare, come corpo di polizia automatizzato o come corpo di vigilanza su Elysium. Max è cresciuto in un orfanotrofio gestito da alcune suore, una delle quali un giorno gli ha regalato un medaglione contenente una foto satellitare della Terra, volendo mostrargli "come siamo belli noi da lassù". Dell'orfanotrofio era ospite anche la bella Frey Santiago, della quale Max era innamorato e a cui, da bambino, ha promesso di portarla un giorno su Elysium.
Un giorno, a causa di un incidente in fabbrica, Max finisce esposto a un'enorme dose di radiazioni gamma, che, secondo i robot medici a servizio dei poveri abitanti della Terra, lo uccideranno nel giro di cinque giorni. L'unica speranza che rimane a Max è raggiungere in fretta Elysium e curarsi con le speciali tecnologie sanitarie della stazione spaziale. Max accetta quindi di svolgere una pericolosissima missione su incarico di Spider, il capo di una banda ribelle che invia clandestinamente, a caro prezzo, i terrestri su Elysium.
Per conto di Spider, Max e il suo migliore amico Julio dovranno rapire John Carlyle, il direttore della fabbrica in cui lavorava Max (il quale, quando aveva visto Max agonizzante a seguito dell'incidente, lo aveva lasciato in tale stato senza pietà), e rubargli una serie di dati presenti nel suo cervello. I protagonisti, tuttavia, non sono consapevoli che tali dati consistono addirittura in un programma che consente l'impostazione del sistema che decreta chi deve governare Elysium e chi può accedervi. Carlyle, che lavora sulla Terra ma vive su Elysium, ha scritto e caricato nella sua mente tale programma, dotandolo di una misura di protezione estrema che causa la morte di chi prova a scaricarlo dopo averlo prelevato, in quanto ha appena stretto, in gran segreto, un accordo con Jessica Delacourt, la perfida, spietata e severissima ministra della difesa di Elysium, responsabile e promotrice delle stragi di clandestini, allo scopo di resettare il sistema di controllo informatico della stazione spaziale, realizzando un colpo di Stato per deporre il presidente in carica Patel, ritenuto troppo tollerante verso gli immigrati, e sostituirlo con la stessa Delacourt. 
Max viene armato ed equipaggiato con un potente esoscheletro meccanico collegato al suo sistema nervoso, in grado di renderlo fisicamente forte come un droide. La missione sembra inizialmente riuscire: Max e i suoi uomini riescono ad abbattere la navicella di Carlyle, a mettere fuori combattimento lui ed i suoi due droidi da difesa e a trasferire nel sistema di memorizzazione dell'esoscheletro di Max i dati, prima che Carlyle muoia per le gravi ferite riportate. L'improvviso attacco del mercenario potenziato C.M. Kruger, uno psicopatico agente infiltrato sulla Terra al servizio della Delacourt (lo stesso che aveva abbattuto le navicelle dei clandestini all'inizio del film su ordine della ministra), fa però precipitare la situazione. Kruger, con i suoi uomini, uccide Julio e gli altri compagni di Max, il quale sopravvive, anche se gravemente ferito, riuscendo a fuggire e a rifugiarsi a casa della vecchia amica Frey, ora infermiera, che lo cura. Lì Max scopre che Frey ha una bambina, Matilda, malata di leucemia in fase terminale.
Spider, esaminando i dati estratti a Carlyle, ne scopre solo a questo punto la reale utilità e la grande importanza, quindi Max, disperato, decide di tentare da solo il tutto per tutto: ricattare i signori di Elysium in cambio della salvezza. Per farlo, si consegna spontaneamente a Kruger, che intanto ha rapito Frey e Matilda, salendo sulla navicella del mercenario con una granata in mano e minacciando di farsi esplodere e distruggere di conseguenza i dati che ha nel cervello. Kruger acconsente quindi a condurlo sulla stazione spaziale.
Appena giunti nei cieli di Elysium, Kruger e i suoi due scagnozzi cercano di avere la meglio su Max; nella lotta la granata esplode in faccia a Kruger distruggendogli il volto ed il velivolo si schianta. Frey esce dal rottame e porta Matilda, ormai in coma, alla più vicina capsula medica, ma la macchina non si attiva in quanto non riconosce la bambina come cittadina registrata di Elysium. Max invece viene catturato e condotto nel laboratorio del centro governativo, dove la Delacourt intende estrargli i dati dalla mente a costo di ucciderlo; tuttavia Kruger, riportato in vita in una capsula medica che gli ha ricostruito il volto, si ribella furioso alla stessa ministra, uccidendola e seminando il panico nella struttura, per poi armarsi con un esoscheletro come quello di Max per affrontarlo alla pari. Il suo scopo è impossessarsi dei dati e diventare egli stesso il capo di Elysium. Nel frattempo, Spider giunge a sua volta dalla Terra con una navetta assieme ai suoi uomini, deciso ad aiutare Max a liberare i terrestri dalla loro condizione di schiavi.
Max riesce a liberarsi, a fuggire dal laboratorio ed a liberare anche Frey e la figlia, tenute prigioniere nell'armeria. Mentre un uomo di Spider conduce le due alla ricerca di un'altra capsula medica, Max cerca di raggiungere assieme a Spider il computer centrale di Elysium per riprogrammarlo, ma deve affrontare in un ultimo scontro il pazzoide Kruger, avendo infine la meglio sul mercenario, che cerca fino all'ultimo di ucciderlo.
A questo punto Max collega, con l'aiuto di Spider, la propria mente al computer, consapevole che lo scaricamento dei dati lo ucciderà, a causa della protezione presente. Dopo avere dato l'addio a Frey, Max muore ricordando le parole della suora che lo aveva accudito e gli aveva predetto che nella vita avrebbe realizzato grandi cose. Il sistema viene così riprogrammato in modo da rendere tutti i terrestri cittadini di diritto di Elysium e Spider diventa il nuovo leader di Elysium, mentre Matilda può guarire dalla sua malattia, in quanto grazie alla nuova legge le capsule mediche la riconoscono. Il computer di Elysium inizia a inviare automaticamente droidi e capsule mediche in tutto il mondo, consentendo agli abitanti della Terra di beneficiare delle innovative tecnologie. È l'inizio di una nuova era di felicità e salute per l'umanità, resa realtà dal nobile gesto di Max Da Costa.

## Produzione
Nel febbraio 2011 il regista Neill Blomkamp ha mostrato il progetto alla società Media Rights Capital, la quale si è dimostrata interessata a portare la pellicola sul grande schermo. Successivamente la Sony Pictures Entertainment ha acquistato i diritti del film, proponendo un'offerta superiore ad altre case di produzione statunitensi.

### Budget
Il budget del film è stato di 115 milioni di dollari.

### Riprese
Le riprese del film sono iniziate il 25 luglio 2011 e terminate il 30 settembre, mentre alcune scene sono state aggiunte successivamente e girate nel mese di ottobre. Le riprese sono state fatte in Messico e Canada, precisamente nelle città di Punta Mita, Città del Messico, Vancouver e Surrey.

## Promozione
Il primo trailer del film è stato mostrato l'8 aprile 2013 durante una conferenza stampa indetta dalla Sony a Los Angeles. Il trailer è stato diffuso online il giorno seguente, 9 aprile, seguito il giorno dopo anche dalla versione italiana. Il trailer italiano definitivo è stato invece diffuso online il 5 luglio 2013.

## Distribuzione
Inizialmente la pellicola era stata programmata per la fine del 2012. La data di uscita fu poi spostata all'8 marzo 2013; anche questa data fu però rinviata per non incrociarsi con il film Il grande e potente Oz. La data di uscita nelle sale cinematografiche statunitensi è stata infine spostata al 9 agosto 2013, mentre in Italia è stata fissata per il 29 agosto 2013.

## Accoglienza

### Incassi
La pellicola ha incassato 286140700 $ in tutto il mondo.

### Critica
Sull'aggregatore Rotten Tomatoes il film riceve il 64% delle recensioni professionali positive con un voto medio di 6,4 su 10 basato su 262 critiche, mentre su Metacritic ottiene un punteggio di 61 su 100 basato su 47 critiche.

## Riconoscimenti
- 2014 – Art Directors Guild Awards
  - Candidatura alla miglior scenografia per un film fantasy o fantascientifico a Philip Ivey
- 2014 – Satellite Award
  - Miglior suono
- 2014 – VES Awards
  - Candidatura alla miglior ambientazione virtuale in un film live-action per il cinema
  - Candidatura al miglior compositing in un film live-action per il cinema